# Poa brevis
Poa brevis är en gräsart som beskrevs av Albert Spear Hitchcock. Poa brevis ingår i släktet gröen, och familjen gräs. Inga underarter finns listade i Catalogue of Life.